# Maurice Crozet
Maurice Crozet fue un artista pintor francés nacido el 26 de julio de 1895 y fallecido en 1978 en París. Fue también diseñador y cartelista de estilo Arte Deco.

## Biografía
Maurice Crozet efectuó sus estudios secundarios en el colegio de Nantua antes de entrar en la Escuela de Bellas Artes de Ginebra.
En París, para sostenerse económicamente, se orientó hacia la creación de tejidos impresos y de papeles pintados, además de involucrarse en proyectos para la industria del vidrio, de las alfombras, de mamparas, de diseños de interiores o de jarrones para la Manufactura nacional de Sèvres. Estableció una gran amistad con el modisto Paul Poiret (de quien Maurice Crozet pintó varios retratos) quien también lo relacionó con  Josef Hoffmann, Gustav Klimt, Bruno Paul, Paul Iribe y Raoul Dufy,  Con estas amistades participó activamente en el movimiento creativo del estilo Arte déco.
Un gran testimonio de estos años es la labor bibliophilique Pan - Anuario del lujo a París que Paul Poiret hizo editar por la Casa Devambez y donde se encuentra Crozet, entre los ilustradores, junto con Jean Cocteau, Raoul Dufy, Edy-Legrand o Tsugouharu Foujita.

## Exposiciones personales
- Venta del taller Maurice Crozet, Claude Robert, comisario del Hotel Drouot, París.

## Exposiciones colectivas
- Salón de los independientes, a partir de 1920.[3]
- Salón de los Tullerias, a partir de 1920.
- Salón de otoño, a partir de 1920.
- Exposición internacional de artes decorativas e industriales modernas, París, abril-octubre 1925
- Exposición de Francia en Atenas, 1928.
- Dibujos de desnudos, abstracciones de 1930 a 1950 - Jean Bertholle, Roger Chastel, Maurice Crozet, André Derain, Roger-Edgar Gillet, Georges Kars, Nelly Marez-Darley, Jean Signovert..., Galería Marie-Robin, París, marzo-abril 2018.[4]

## Premios y distinciones
- Condecoración de bronce, Exposición internacional de artes decorativas, 1925.
- Condecoración de oro, exposición de Francia en Atenas, 1928.

## Museos y colecciones públicas
- Museo de arte moderno de la ciudad de París.
- Museo nacional de arte moderno, París.
- Museo de  Bellas Artes de Marsella, Los olivos en Cassis, aceite sobre tela.
- Centro nacional de artes plásticas:
  - Misión permanente de Francia en las Naciones Unidas, Nueva York, Bordes de Oise y El gallo, dibujos.
  - Colegio Charlemagne, París.
  - Prefectura de Meurthe y Mosela, Nancy, Estudio de animales, dibujo.
  - Ayuntamiento de Lacroix-Valláis, La zona vista de San Antonio, aceite sobre tela.
  - Ayuntamiento de los Ancizes-Comps, Concarneau, aceite sobre tela.
- Museo del Batha, Fez.
- Museo de Rabat.

## Diseños de interiores
- Manufactura de Beauvais, fumador en tapicería.
- Escuela de Bessancourt, carteles decorativos.